# Fallet Robbins
Fallet Robbins (engelska: Sapphire) är en brittisk dramafilm från 1959 i regi av Basil Dearden.

## Utmärkelser
Filmen vann BAFTA Award för bästa film 1960.

## Rollista i urval
- Nigel Patrick - Superintendent Robert Hazard
- Yvonne Mitchell - Mildred Farr
- Michael Craig - Inspector Phil Learoyd
- Paul Massie - David Harris
- Bernard Miles - Ted Harris
- Olga Lindo - Mrs. Harris
- Earl Cameron - Dr. Robbins
- Gordon Heath - Paul Slade
- Harry Baird - "Johnnie Fiddle"
- Orlando Martins - bartender
- Rupert Davies - Constable Jack Ferris
- Robert Adams - "Horace Big Cigar"
- Yvonne Buckingham - Sapphire Robbins
- Barbara Steele (ej krediterad)